# タイ・プレミアリーグ2000
タイ・プレミアリーグ2000は、1996-97シーズンに創設されてから5シーズン目のタイ・プレミアリーグである。スポンサーであるカルテックスの名を冠し、大会名はカルテックス・プレミアリーグ（タイ語: คาลเท็กซ์ พรีเมียร์ ลีก, 英語: Caltex Premier League）。

## 概要
2000年シーズンは、昨年のタイ・ディヴィジョン1リーグの上位2チームが昇格した。ロイヤル・タイ・ポリス、ロイヤル・タイ・ネイビーは共に3シーズンぶりのプレミアリーグ復帰となった。
BECテロ・サーサナが初優勝を果たした。BECテロ・サーサナはアジアクラブ選手権2001-02出場権、2位のロイヤル・タイ・エアフォースはアジアカップウィナーズカップ2001-02出場権を獲得した。
2000年シーズン終了後にタイ・ファーマーズ・バンクがプレミアリーグからの撤退を決めたため、来年のチーム数に空きが出ることとなった。その結果、自動降格圏の12位だったTOTがディヴィジョン1リーグ2位のバンコク・クリスチャン・カレッジと入れ替え戦を行うことになり、入れ替え戦圏の11位だったシンタナは無条件で残留することが決まった。入れ替え戦でTOTが勝利したため、降格するチームは出なかった。
タイ・ファーマーズ・バンクのスティー・スックソムギットが16得点を決め、2シーズン連続で得点王に輝いた（通算2回目）。年間最優秀選手にはBECテロ・サーサナのAnurak Srikerd、同最優秀監督にはBECテロ・サーサナのPichai Pituwongが選出された。

## 所属チーム（2000年シーズン）
- ロイヤル・タイ・エアフォース （前年優勝）
- ポート・オーソリティ・オブ・タイランド
- BECテロ・サーサナ
- オーソットサパー
- TOT
- タイ・ファーマーズ・バンク
- シンタナ
- バンコク・バンク
- バンコク・メトロポリタン・アドミニストレーション
- クルン・タイ・バンク
- ロイヤル・タイ・ポリス （ディヴィジョン1リーグから昇格）
- ロイヤル・タイ・ネイビー （ディヴィジョン1リーグから昇格）

## 順位表
| 順位 | チーム                                           | 試 | 勝 | 分 | 敗 | 得 | 失 | 差  | 勝点 | 備考                                 |
| ---- | ------------------------------------------------ | -- | -- | -- | -- | -- | -- | --- | ---- | ------------------------------------ |
| 1    | BECテロ・サーサナ (C)                            | 22 | 14 | 7  | 1  | 48 | 14 | +34 | 49   | アジアクラブ選手権2001-02            |
| 2    | ロイヤル・タイ・エアフォース                     | 22 | 12 | 5  | 5  | 34 | 19 | +15 | 41   | アジアカップウィナーズカップ2001-021 |
| 3    | タイ・ファーマーズ・バンク                       | 22 | 10 | 7  | 5  | 33 | 25 | +8  | 37   | 撤退2                                |
| 4    | バンコク・メトロポリタン・アドミニストレーション | 22 | 9  | 8  | 5  | 39 | 29 | +10 | 35   |                                      |
| 5    | ポート・オーソリティ・オブ・タイランド           | 22 | 8  | 6  | 8  | 18 | 21 | -3  | 30   |                                      |
| 6    | ロイヤル・タイ・ネイビー                         | 22 | 5  | 11 | 6  | 21 | 22 | -1  | 263  | RTN 3-3 RTP RTN 1-1 OSO RTP 0-1 OSO  |
| 7    | ロイヤル・タイ・ポリス                           | 22 | 6  | 8  | 8  | 25 | 27 | -2  | 263  | RTN 3-3 RTP RTN 1-1 OSO RTP 0-1 OSO  |
| 8    | オーソットサパー                                 | 22 | 6  | 8  | 8  | 15 | 20 | -5  | 263  | RTN 3-3 RTP RTN 1-1 OSO RTP 0-1 OSO  |
| 9    | バンコク・バンク                                 | 22 | 6  | 7  | 9  | 14 | 23 | -9  | 25   |                                      |
| 10   | クルン・タイ・バンク                             | 22 | 6  | 3  | 13 | 21 | 40 | -19 | 21   |                                      |
| 11   | シンタナ                                         | 22 | 4  | 8  | 10 | 20 | 32 | -12 | 20   | 残留4                                |
| 12   | TOT                                              | 22 | 6  | 2  | 14 | 26 | 42 | -16 | 20   | TPL・DIV1入れ替え戦4                 |

1 BECテロ・サーサナがタイFAカップ2000で優勝したことによる繰り上がり。

2 タイ・ファーマーズ・バンクは2000年シーズン終了後に撤退を決めた。

3 順位は得失点差による。

4 タイ・ファーマーズ・バンクが撤退したため、最下位のTOTは自動降格ではなく入れ替え戦に進む。シンタナは無条件で残留。
- Thailand 2000 - RSSSF (Rec.Sport.Soccer Statistics Foundation)
- Thailand - List of Cup Winners - RSSSF

## TPL・DIV1入れ替え戦
最下位のTOTとタイ・ディヴィジョン1リーグ2位のバンコク・クリスチャン・カレッジが対戦した。第1戦は2001年3月27日、第2戦は同31日に実施された。TOTはタイ・プレミアリーグに残留する。
| チーム1 | 結果  | チーム2                          |
| ------- | ----- | -------------------------------- |
| TOT     | 4 - 0 | バンコク・クリスチャン・カレッジ |

## 表彰
- 得点王 :  スティー・スックソムギット （タイ・ファーマーズ・バンク）
- 年間最優秀選手賞 :  Anurak Srikerd （BECテロ・サーサナ）
- 年間最優秀監督賞 :  Pichai Pituwong （BECテロ・サーサナ）

## FAカップ
タイFAカップ2000は、BECテロ・サーサナが優勝した。

## コー・ロイヤルカップ
コー・ロイヤルカップ2001は、プレミアリーグ優勝のBECテロ・サーサナが同2位のロイヤル・タイ・エアフォースに勝利した。コー・ロイヤルカップ2000は、タイ・ファーマーズ・バンクが優勝した。

## タイ・ディヴィジョン1リーグ
タイ・ディヴィジョン1リーグ2000-01は、タイ・タバコ・モノポリーが優勝した。2位のバンコク・クリスチャン・カレッジはTPL・DIV1入れ替え戦でTOTに0-4で敗れた。タイ・タバコ・モノポリーは来シーズンのプレミアリーグに昇格する。